# 부유하는 세상의 화가
《부유하는 세상의 화가》(영어: An Artist of the Floating World)는 가즈오 이시구로의 1986년 장편 역사소설이다. 제2차 세계 대전 때 전쟁과 천황을 찬양하는 그림을 그려 명성을 얻었지만, 종전 후 전범이라는 비난을 받는 화가를 주인공으로 한다. 대한민국에는 민음사에서 김남주 번역으로 출간되었다. 1986년 부커상 후보에 올랐으나 수상은 못했고, 같은해 위니프레드 홀트비 기념상을 수상했다.